# Карманьола (провинция Турин)
Карманьола (итал. Carmagnola) — коммуна в Италии, располагается в регионе Пьемонт, в провинции Турин.
Население составляет 27567 человек (2008 г.), плотность населения составляет 286 чел./км². Занимает площадь 96 км². Почтовый индекс — 10022. Телефонный код — 011.
В коммуне 8 декабря особо празднуется непорочное зачатие Девы Марии.

## Демография
Динамика населения:

## Города-побратимы
- Опатия, Хорватия
- Рио-Терсеро, Аргентина

## Администрация коммуны
- Официальный сайт: http://www.comune.carmagnola.to.it Архивная копия от 16 июля 2011 на Wayback Machine